# ハートレイ・ソーヤー
ハートレイ・ソーヤー（英語:Hartley Sawyer、1985年1月25日-　）はアメリカ出身の俳優、プロデューサー、作家。 
知られているのがCBS昼間のメロドラマ ザ・ヤング・アンド・ザ・レストレス の カイル・アボット役や エロンゲイテッドマンのCWシリーズによるDCコミックスを原案とする『THE FLASH/フラッシュ』（原題： The Flash）のラルフ・ディブニー/エロンゲイテッドマン（Ralph Dibny / Elongated Man）役で知られる。   

## キャリア
ハートレイは2013年4月24日にザ・ヤング・アンド・ザ・レストレスでデビュー。 同じ年の12月に、彼はその役割を終了することが発表され  翌年の1月27日に最後の登場となった。 
『THE FLASH/フラッシュ』においてもシーズン5、6からレギュラーメンバーであり、2021年開始のシーズン7にも引き続き出演予定であったが、2009年から2014年にかけてSNSで人種差別発言を繰り返していたことが問題となり、シリーズから解雇された。

## 賞とノミネート
| 年     | 賞     | カテゴリー               | ノミネート作品 | 結果       | Ref.  |
| ------ | ------ | ------------------------ | -------------- | ---------- | ----- |
| 2018年 | 土星賞 | テレビでの主演ゲスト出演 | フラッシュ     | ノミネート | [ 6 ] |